# UMLet
UMLet is een open-source computerprogramma om UML-diagrammen te tekenen. UMLet is gemaakt met de programmeertaal Java en wordt gebruikt om de Unified Modeling Language aan te leren en om snel UML-diagrammen te tekenen.
UMLet wordt verspreid onder de GNU General Public License.
Het programma is beschikbaar in twee vormen: standalone en als Eclipse-plug-in.

## Functies
De belangrijkste UML-diagramtypes zijn beschikbaar: class (klasse), use case, sequence, state, deployment, activity (activiteit). Het is mogelijk om aangepaste UML-elementen te maken. 
UMLet heeft een eenvoudige gebruikersinterface. Met tekstformatteringscodes kunnen de standaardvormen aangepast worden met decoraties en annotaties. Hierdoor is er geen overvloed aan iconen en parameterdialogen om decoraties en annotaties te configureren. Deze eenvoudige tekstformatteringscodes moeten dan wel gekend zijn door de gebruiker van UMLet.
Diagrammen worden opgeslagen als UXF en kunnen geëxporteerd worden als afbeeldingen (eps, jpg), tekenformaten (SVG) en documentformaten (PDF). Het klembord kan gebruikt worden om diagrammen als afbeeldingen te kopiëren naar andere applicaties.